# Volavka bělostná
Volavka bělostná (Egretta thula) je malý zástupce čeledi volavkovitých. Hnízdí zejména v mokřadech na jihozápadě Spojených států a v Jižní Americe. Je částečně tažná.
Dorůstá délky 56 až 66 cm, v rozpětí dosahuje 100 cm a hmotnosti kolem 375 g. Je celá jasně bílá s černo-žlutými končetinami.
Živí se zejména rybami, korýši a hmyzem. Hnízdí v koloniích, často i s jinými brodivými ptáky. Hnízdo v podobě velké plošiny z větví si staví na stromech nebo keřích a samice do něj klade 3–4 zelenavě modrá vejce, na kterých sedí střídavě oba rodiče. Mláďata opouští hnízdo po 20–25 dnech.
V minulosti byla vysoce ohrožována lovem, její dlouhá ozdobná pera na svrchní části těla, která u ní hrají důležitou roli při námluvách, byla totiž oblíbenou dekorací dámských klobouků.

## Galerie

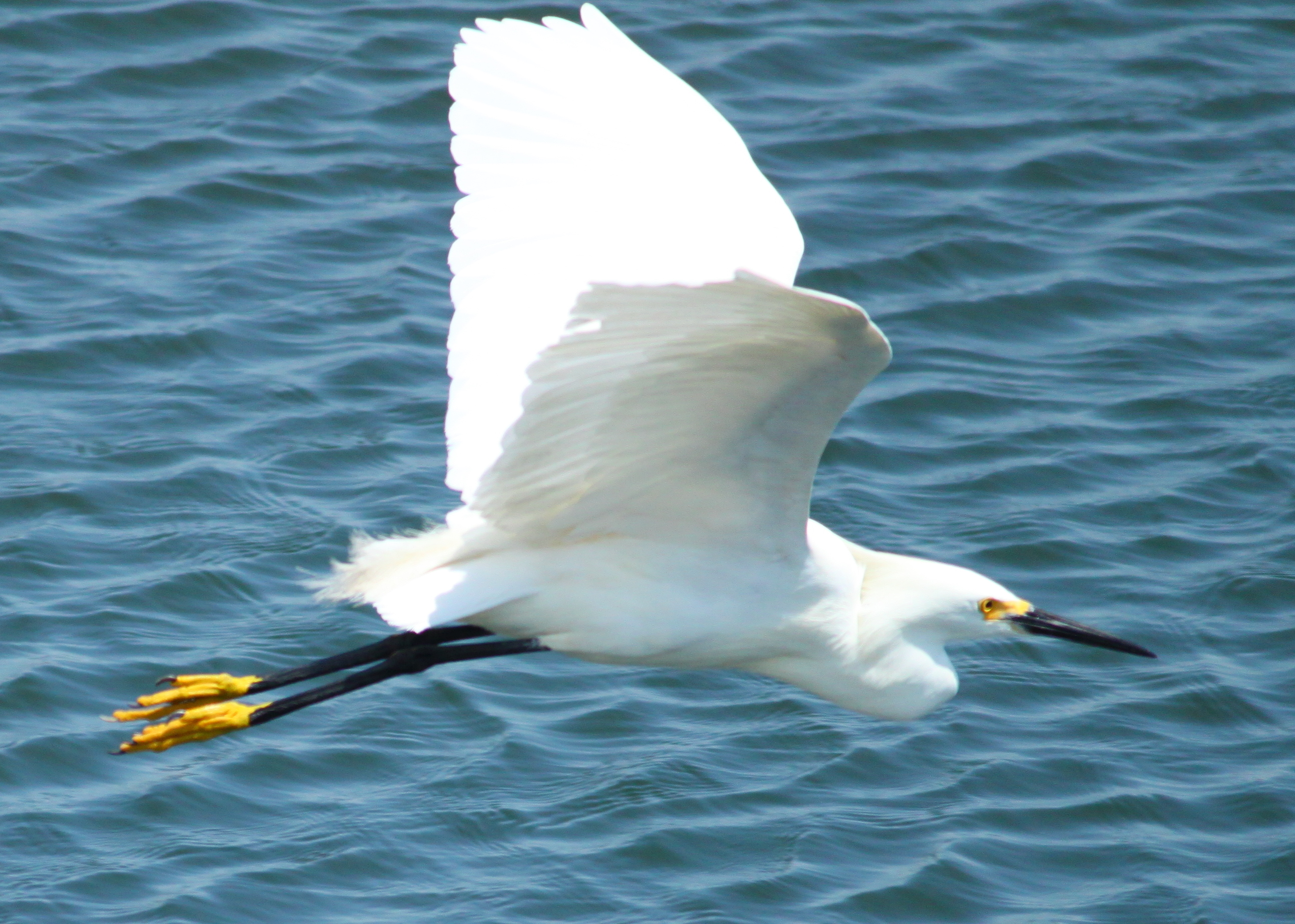
V letu
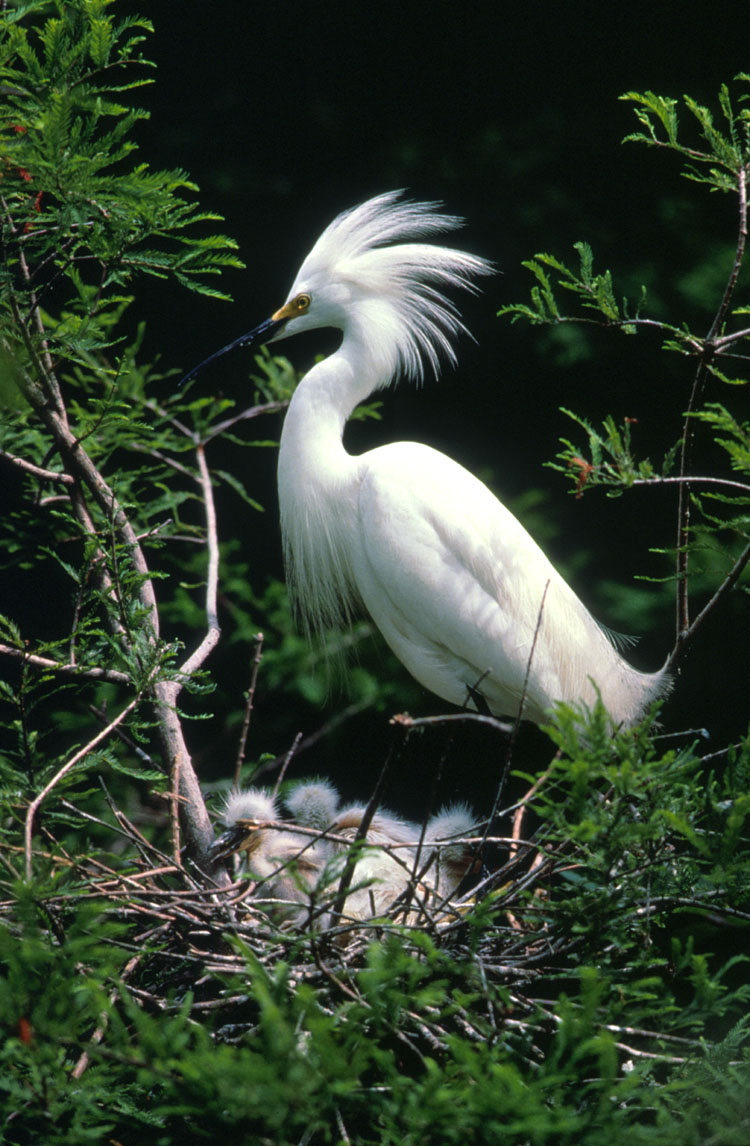
S načepýřenou hlavou
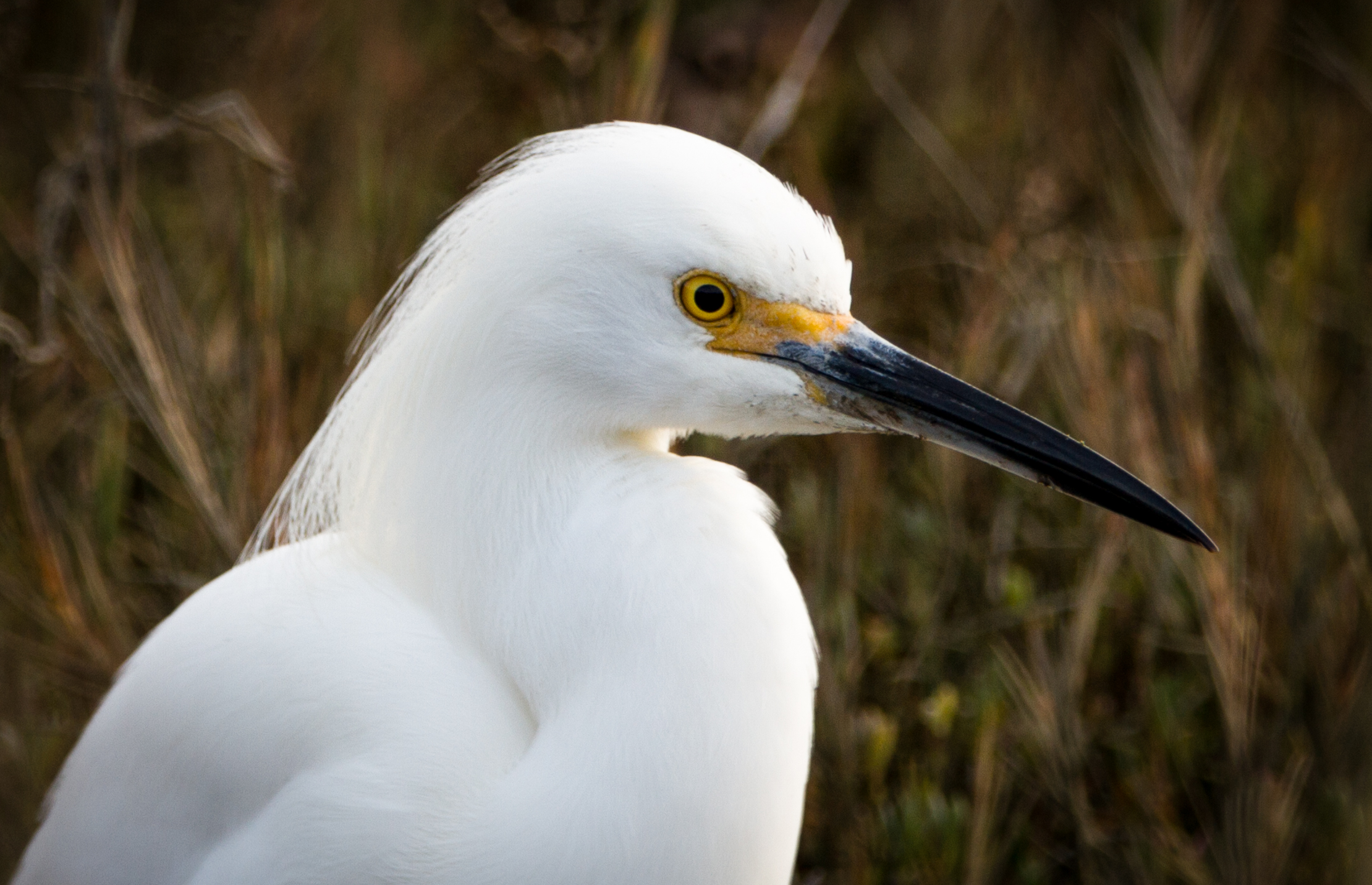
Detail hlavy
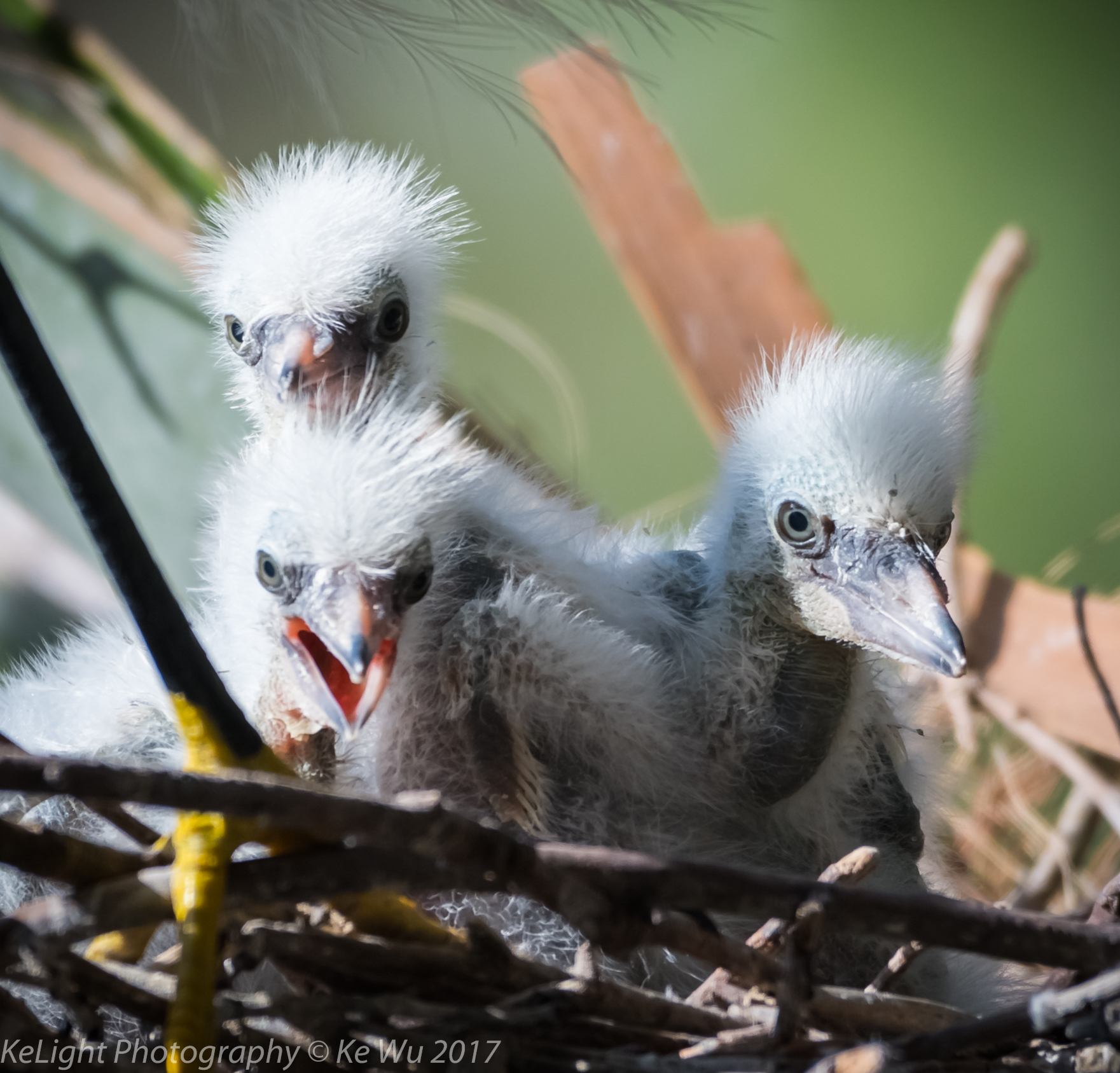
Mláďata